# Santanachelys
Santanachelys is een geslacht van uitgestorven schildpadden. Het is de oudst bekende zeeschildpad.

## Uiterlijke kenmerken
Santanachelys had iets dat op vroege flippers leek die ook bij de moderne zeeschildpadden als de soepschildpad voorkomen. Echter had hij nog twee vingers aan zijn flippers zitten. Aan deze vingers zaten zelfs nog klauwen. Enkele vreemde kenmerken van Santanachelys waren zeer korte achterflippers en staart en een opvallend lang schild. Santanachelys werd rond de 1 meter lang.

## Fylogenie
Santanachelys was een lid van de Protostegidae. De meeste leden hadden een zacht schild als de lederschildpad van vandaag de dag en bereikten enorme lengtes. Santanachelys had echter een hard schild en was erg klein voor een protostegide.

## Ecologie
Fossielen van Santanachelys zijn in Brazilië gevonden, in het het Onder-Krijt, samen met fossielen van de metriorhynchide Dakosaurus, de pliosauriër Kronosaurus en de ichthyosauriër Caypullisaurus.